# 名栗温泉
名栗温泉（なぐりおんせん）は、埼玉県飯能市にある温泉。付近には、名栗湖やさわらびの湯がある。

## 泉質
- 低張性アルカリ性冷鉱泉
- 泉温 17.0°C

## 温泉地
名栗川の河畔に、一軒宿の「大松閣」が存在する。現在の若女将は、シンガーソングライターから転身したという異才の経歴を持っている。

## 歴史
鎌倉時代に、怪我をした鹿が湯で治しているのを猟師が発見したのが始まり。2021年現在の旅館が創業したのは大正初期。

## アクセス
- 首都圏中央連絡自動車道狭山日高ICより、埼玉県道70号飯能下名栗線で車で約40分。
- 西武池袋線飯能駅より、バスで30分。